# Hachy
Hachy (Luxemburgs: Häerzeg, Waals: Hachî, Duits: Herzig) is een plaats in de Belgische provincie Luxemburg en een sinds de gemeentelijke herindeling van 1977 een deelgemeente van Habay. Voor de fusie vormde Hachy een gemeente met de plaatsen Sampont en Fouches, die sindsdien onder de gemeente Aarlen vallen.
In 1978 sprak ongeveer 65% van de bevolking Luxemburgs. De deelgemeente wordt dan ook tot het Land van Aarlen gerekend.

## Demografische ontwikkeling
- Bronnen:NIS, Opm:1831 tot en met 1970=volkstellingen

Deelgemeenten: Anlier · Habay-la-Neuve · Habay-la-Vieille · Hachy · Houdemont · Rulles

Overige dorpen: Harinsart · Marbehan · Nantimont · Orsainfaing · Pont d'Oye

Belgische gemeenten · Arrondissement Virton · Luxemburg · Wallonië